# میتومایسین
میتومایسین (به انگلیسی: Mitomycin)
رده درمانی: آنتی بیوتیک‌های مؤثر بر نئوپلاسم.
اشکال دارویی: آمپول

## موارد مصرف
میتومایسین در درمان کارسینومای معده، مری، لوزالمعده، کلورکتال، پستان، سر و گردن، مجاری صفراوی، ریه، گردن رحم، مثانه و لوسمی‌میلوسیتیک مزمن مصرف می‌شود.
گاهی پس از عمل برداشتن زائده ناخنک چشم هم استفاده می‌شود.

## مکانیسم اثر
خانواده میتومایسین‌ها از آنتی بیوتیک‌ها بوده و از استرپتومایسیس‌ها به دست می‌آیند. بعد از فعال شدن توسط آنزیم‌ها در بافت‌ها به‌عنوان یک داروی آلکیله‌کننده با دو یا سه گروه فعال عمل می‌کند. میتومایسین موجب اتصال دورشته DNA به هم شده و ساخت DNA و نیز تا حدی ساخت RNA و پروتئین را مهار می‌کند.

## عوارض جانبی
کاهش گلبول‌های سفید خون‌ یا عفونت و ترومبوسیتوپنی از عوارض شایع میتومایسین هستند.